# Ernst Julius Remak

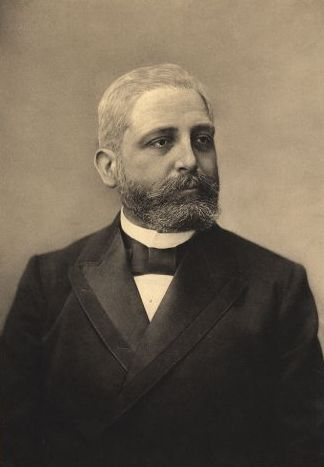
Ernst Remak

Ernst Remak (* 26. Mai 1849 in Berlin; † 24. Mai 1911 in Wiesbaden) war ein deutscher Neurologe und Hochschullehrer jüdischer Abstammung.

## Leben
Bereits sein Vater Robert Remak war ein berühmter Neurologe, Physiologe und Embryologe. Er war mit Martha Hahn verheiratet, ihrer Ehe entstammte der Mathematiker Robert Remak. Seine Schwäger waren der Mikrobiologe Martin Hahn und der Mathematiker Kurt Hensel.
Nach dem Abitur am Maria-Magdalenen-Gymnasium seiner Heimatstadt studierte Remak ab 1867 an der Schlesischen Friedrich-Wilhelms-Universität Breslau. Er wurde 1867 Mitglied beim Corps Borussia Breslau, wo er mit Waldemar Dyhrenfurth und mit Georg von Caro aktiv war. Als Inaktiver wechselte er an die Friedrich-Wilhelms-Universität Berlin, später an die Julius-Maximilians-Universität Würzburg, die Kaiser-Wilhelms-Universität Straßburg und die Ruprecht-Karls-Universität Heidelberg. 1870–71 diente er im Deutsch-Französischen Krieg. Ab 1873 arbeitete er an der Charité in Berlin. 1877 wurde er Privatdozent, 1893 Professor an der Berliner Universität. Er starb kurz vor seinem 62. Geburtstag.
Remak war während seines Studiums in Heidelberg ein Schüler von Wilhelm Erb. Nach ihm wird das Remak-Zeichen oder Remak-Reflex (Syn. Femoralisreflex), d. h. die Beugung des Hüft- und Kniegelenks sowie Dorsalflexion des Fußes nach Bestreichen der Oberschenkelinnenseite, bezeichnet.

## Werke
- Grundriss der Elektrodiagnostik und Elektrotherapie für praktische Ärzte. Urban & Schwarzenberg, Wien & Leipzig 1895. (2. Auflage. Berlin 1909)
- Neuritis und Polyneuritis. In: Carl Wilhelm Hermann Nothnagel (Hrsg.): Handbuch der Speziellen Pathologie und Therapie. 1900.
- Beiträge zu Albert Eulenburgs Real-Encyclopädie der gesammten Heilkunde. Erste Auflage.
  - Band 2 (1880) (Digitalisat); S. 256–267: Bleilähung
  - Band 4 (1880) (Digitalisat), S. 397–438: Elektrodiagnostik; S. 438–464: Elektrotherapie
  - Band 9 (1881) (Digitalisat), S. 580–593: Neuritis
  - Band 11 (1882) (Digitalisat), S. 333–343: Radialislähmung
  - Band 12 (1882) (Digitalisat), S. 622–658: Spinallähmung